# وان‌آس
وان‌آس (کره‌ای: 원어스؛ انگلیسی: One Us، به صورت One Us تلفظ می‌شود) گروه پسرانه اهل کره جنوبی تشکیل شده توسط آربی‌دابلیو است. این گروه شامل پنج عضو است: سوهو، لی‌دو، کون‌هی، هوان‌وونگ و شی‌اون. در ابتدا شش عضو بود که ریون در اکتبر ۲۰۲۲ گروه را ترک کرد. وان‌آس فعالیت خود را با انتشار نخستین آلبوم چندآهنگه به نام Light Us در ۹ ژانویه ۲۰۱۹ آغاز کرد.

## اعضا
برگرفته از ناور.
کنونی
- سوهو (서호)
- لی‌دو (이도)
- کون‌هی(건희)
- هوانگ‌وونگ (환웅)
- شی‌اون (시온)

پیشن
- ریون (레이븐)